# アムル・ハーレド
アムル・ムハンマド・ヘルミー・ハーレド（عمرو محمد حلمي خالد、Amr Khaled、1967年9月5日 - ）は、エジプト・アレクサンドリア出身のムスリムの説教師。テレビ番組を中心に人気があり、2006年の「ニューヨーク・タイムズ」では、世界的に影響力をもつ人物100人の中に選ばれた。

## 経歴
父親は大統領府付きの医師、母親は元首相の孫という家庭に生まれる。カイロのモハンディシーンで育ち、カイロ大学の商学部で学ぶ。
大学卒業後は大手会計事務所のKPMGに勤務したのち、1990年代から専門の説教師として活動をはじめる。2003年に渡英し、2010年にウェールズ大学で博士号を取得。現在はカイロやバーミンガムにオフィスをもち活動している。
2012年9月22日、「エジプト党」を結成した。

## 思想
みずからの方法論を「信仰による成長」と呼び、信仰による意識の変化によって個人の成功、社会の成功と発展を目指す。そのために自己啓発や能力開発を活用した番組にも出演する。
みずからの基本方針を、「三つの否」として示している。その内容は、「一、ファトワーへの否。自分はウラマーではないので出す資格がない。二、政治への否。政治のための時間はない。三、党派に属することへの否」

## 主な出演番組
- Call for Coexistence (アラビア語: دعوة للتعايش) テレビ番組。2007年
- Life Makers (アラビア語: صناع الحياة) テレビ番組。2004 - 2005年
- On the Path of the Beloved (アラビア語: على خطى الحبيب) ラマダーンの特別番組。2005年
- In Thy Name We Live  (アラビア語:باسمك نحيا) ラマダーンの特別番組。2006年
- Qur'an Stories (アラビア語:قصص القرآن) ラマダーンの特別番組。2008年
- Tomorrow is better (アラビア語 : بكرا إحلى )